# Jean-Stéphane Sauvaire
Jean-Stéphane Sauvaire (nacido el 31 de diciembre de 1968) es un cineasta, productor y guionista francés. Es más conocido como el director de las películas Johnny Mad Dog, A Prayer Before Dawn y La Mule.

## Vida personal
Sauvaire nació el 31 de diciembre de 1968 en París, Francia. Actualmente vive en Nueva York.

## Filmografía
| Año  | Película                 | Role                                       | Género                  | Ref.  |
| ---- | ------------------------ | ------------------------------------------ | ----------------------- | ----- |
| 2000 | La mule                  | Director, escritor                         | Cortometraje            |       |
| 2001 | A Dios                   | Director, escritor, director de fotografía | Cortometraje documental |       |
| 2004 | Carlitos Medellín        | Director, director de fotografía, editor   | Documental              |       |
| 2005 | ¡Matalo!                 | Director, escritor, director de fotografía | Cortometraje            |       |
| 2008 | Johnny Mad Dog           | Director, escritor, productor              | Película                |       |
| 2011 | Ola de calor             | Productor                                  | Película                |       |
| 2012 | Punk                     | directora, escritora                       | Película de TV          |       |
| 2014 | Bienvenidos a Nueva York | Actor: Periodista Masculino                | Película                |       |
| 2015 | Extraño                  | Productor                                  | Película                |       |
| 2017 | A Prayer Before Dawn     | Director, productor asociado               | Película                | [ 3 ] |
| 2023 | Asphalt City             | Director                                   | Película                |       |
| sd   | Adicto a la violencia    | Director, escritor                         | Película                |       |